# Varanus keithhornei
Varanus keithhornei este o specie de reptile din genul Varanus, familia Varanidae, descrisă de Wells și Wellington 1985. Conform Catalogue of Life specia Varanus keithhornei nu are subspecii cunoscute.